# Saison 2005-2006 de l'Élan sportif chalonnais
Saison 2005-2006 de l'Élan chalon en Pro A, avec une dixième place pour sa dixième saison dans l'élite.

## Effectifs
| Nationalité | Joueur          | Taille |
| ----------- | --------------- | ------ |
|             | John Best       | 2,03 m |
|             | Mamoutou Diarra | 2,00 m |
|             | Arthur Lee      | 1,85 m |
|             | John Cox        | 1,94 m |
|             | Willem Laure    | 2,02 m |
|             | Mickael Mokongo | 1,78 m |
|             | MC Mazique      | 2,06 m |
|             | Stéphane Dondon | 2,02 m |
|             | Uri Cohen-Mintz | 2,05 m |

| Nationalité | Joueur         | Taille |
| ----------- | -------------- | ------ |
|             | Philippe Braud | 1,93 m |
|             | Hugues Jannel  | 2,08 m |
|             | Tim Beugnot    | 1,85 m |

| Nationalité | Joueur                   | Taille |
| ----------- | ------------------------ | ------ |
|             | Trevor Harvey (coupé)    | 2,11 m |
|             | Modibo Niakaté (pigiste) | 1,84 m |

## Matchs

### Matchs amicaux
Avant saison

### Championnat

#### Matchs aller
- Chalon-sur-Saône / Clermont-Ferrand : 81–78
- Le Mans  / Chalon-sur-Saône : 88–77
- Chalon-sur-Saône / Paris : 77–69
- Reims / Chalon-sur-Saône : 83–73
- Chalon-sur-Saône / Cholet : 72–85
- Hyères-Toulon / Chalon-sur-Saône : 72–70
- Chalon-sur-Saône / Bourg-en-Bresse : 63–57
- Pau-Orthez / Chalon-sur-Saône : 65–61
- Chalon-sur-Saône / Lyon-Villeurbanne : 65–72
- Brest / Chalon-sur-Saône : 98–84
- Chalon-sur-Saône / Roanne : 92–76
- Chalon-sur-Saône / Gravelines Dunkerque : 102–89 (Après prolongation)
- Dijon / Chalon-sur-Saône : 50–74
- Chalon-sur-Saône / Nancy : 93–75
- Rouen / Chalon-sur-Saône : 54–74
- Chalon-sur-Saône / Le Havre : 71–73
- Strasbourg / Chalon-sur-Saône : 55–68

#### Matchs retour
- Chalon-sur-Saône / Le Mans : 84–88
- Paris / Chalon-sur-Saône : 64–76
- Chalon-sur-Saône / Reims : 98–64
- Cholet / Chalon-sur-Saône : 77–66
- Chalon-sur-Saône / Hyeres-Toulon : 102–76
- Bourg-en-Bresse / Chalon-sur-Saône : 75–74
- Chalon-sur-Saône / Pau-Orthez : 83–87
- Lyon-Villeurbanne / Chalon-sur-Saône : 82–65
- Chalon-sur-Saône / Brest : 77–64
- Roanne / Chalon-sur-Saône : 104–103 (Après prolongation)
- Gravelines-Dunkerque / Chalon-sur-Saône : 101–99 (Après deux prolongations)
- Chalon-sur-Saône / Dijon : 73–68
- Nancy / Chalon-sur-Saône : 78–69
- Chalon-sur-Saône / Rouen : 98–65
- Le Havre / Chalon-sur-Saône : 64–68
- Chalon-sur-Saône / Strasbourg : 61–67
- Clermont-Ferrand / Chalon-sur-Saône : 63–80

Extrait du classement de Pro A 2005-2006